# Charlotte Kretschmann
Charlotte Kretschmann est une supercentenaire allemande, née le 3 décembre 1909 durant l'Empire Allemand et morte le 27 août 2024, en Allemagne à l'âge de 114 ans.

## Biographie
Charlotte Kretschmann est née à Breslau, au Royaume de Prusse se situant dans l'Empire Allemand, le 3 décembre 1909,.
Durant son enfance, elle était membre d'un club de gymnastique et se décrit comme ayant été très sportive. 
En 1936, alors qu'elle est âgée de 27 ans, elle a rencontré son futur mari Werner Kretschmann qu'elle a épousé cette même année. Le couple eut une fille prénommée Siegrid.
Lors de la Seconde Guerre mondiale, Charlotte Kretschmann et sa fille sont parties vers l'ouest, alors que son mari Werner fut envoyé au combat en France. À la fin de la guerre, grâce à l'aide de la Croix-Rouge, la famille peut se retrouver. Par la suite, ils s’installèrent à Stuttgart.
À la suite de la mort de son mari en 1996, Charlotte Kretschmann a vécu de manière indépendante jusqu'en 2014 où, après avoir été victime d'une hémorragie cérébrale, elle a emménagé dans une maison de retraite à Kirchheim unter Teck. 
Même à un âge très avancé, elle est restée très active, visitant une usine de chocolaterie à l'âge de 114 ans.
Un compte Instagram, géré par son petit-fils, publiait régulièrement des photos et des nouvelles la concernant.
Charlotte Kretschmann est décédée de cause naturelle durant son sommeil le 27 août 2024 à l’âge de 114 ans et 268 jours,.

## Longévité
Le 18 septembre 2022, alors qu'elle est âgée de 112 ans, Charlotte Kretschmann est devenue la doyenne de l'Allemagne. 
En août 2023, elle a dépassé l'âge de Josefine Ollmann, devenant la personne la plus âgée de tous les temps à résider en Allemagne. Plus tard, le 3 décembre 2023, elle est devenue la première personne à célébrer son 114e anniversaire dans son pays,.
Lors de son décès, Charlotte Kretschmann était la détentrice du record de longévité de l'Allemagne, la deuxième personne d’origine germanique la plus âgée derrière Augusta Holtz et la vice-doyenne des européens derrière la britannique Ethel Caterham.
Elle était depuis le 23 juillet 2024, la dernière allemande née avant 1912.
Charlotte Kretschmann a déclaré que sa longévité était due à ses gènes, ses parents et sa sœur cadette ayant également atteint des âges avancés.